# 38829 Vandeputte
38829 Vandeputte è un asteroide della fascia principale. Scoperto nel 2000, presenta un'orbita caratterizzata da un semiasse maggiore pari a 2,351002 UA e da un'eccentricità di 0,109284, inclinata di 5,836780° rispetto all'eclittica. Ha un diametro di 2,027 km.